# 拜倫 (伊利諾伊州)
拜倫（英語：Byron）是一個位於美國伊利諾伊州奧格爾縣的城市。

## 地理
拜倫的座標為42°07′38″N 89°15′39″W / 42.12722°N 89.26083°W，而該地的平均海拔高度為222米（即728英尺）。

## 人口
根據2010年美國人口普查的數據，拜倫的面積為9.26平方千米，當中陸地面積為9.26平方千米，而水域面積為0.00平方千米。當地共有人口3753人，而人口密度為每平方千米405.29人。